# Храмовый комплекс в Бронницах
Храмовый (соборный) комплекс в Бронницах — архитектурная доминанта города Бронницы, включающая три культовых объекта Русской православной церкви.
Соборный комплекс является объектом культурного наследия федерального значения (Постановление СМ РСФСР от 30.08.1960 г. № 1327, Приложение № 1, Указ Президента РФ от 20.02.1995 г. № 176). Упомянут как «Храмовый комплекс (б. Родевицкий монастырь)» по адресу: г. Бронницы, ул. Советская, 61.

## История
Соборный комплекс (ансамбль) в центре Бронниц сложился в XVII—XIX веках и включает в себя три здания: собор Михаила Архангела, церковь Иерусалимской иконы Божией Матери и отдельно расположенную колокольню.
Храмы не были разрушены в годы советского гонения на церковь, но закрывались в 1930-х годах и использовались в народнохозяйственных целях. После распада СССР церкви были возвращены верующим и отреставрированы. Храмовый комплекс является центром Бронницкого благочиния.

### Собор Михаила Архангела
Построен в 1696—1705 годах на средства прихожан. В 1862—1865 годах на средства придворного фабриканта церковной утвари Н. Д. Полтавцева и купца И. А. Кононова была увеличена трапезная (в длину). Храм холодный. Его здание поднято на невысокий подклет. Основой постройки служит бесстолпный трехсветный пятиглавый четверик с трехчастной, развитой апсидой. С запада к нему примыкает бесстолпная трапезная. Храм Михаила Архангела является выдающимся образцом русского зодчества рубежа XVII—XVIII веков, где традиционные формы старого русского собора сочетаются с декором «московского барокко». В нём установлен многоярусный резной иконостас XIX века. Полы — из орнаментированных чугунных плит. Его иконы работы «царских изографов» Тихона Филатьева и Кирилла Уланова переданы в музей древнерусского искусства им. Андрея Рублева. У алтарей храма — могилы декабристов, проведших последние годы под Бронницами, в усадьбе «Марьино» — братьев Михаила и Ивана Фонвизиных и друга Пушкина — Ивана Пущина.

### Церковь Иерусалимской иконы Божией Матери
Церковь Иерусалимской иконы Божией Матери была построена из кирпича (вместо деревянной) в 1840—1845 годах по проекту архитектора А. М. Шестакова на деньги церкви и пожертвования того же купца 1-й гильдии Кононова; была зимним (тёплым) храмом комплекса. Посвящение главного престола связано с хранением здесь чудотворной иконы Иерусалимской Божией Матери, прославившейся во время эпидемии холеры. Здание церкви расширялась в 1876—1880 годах. Имеет боковые престолы во имя Иоанна Милостивого и Николая Чудотворца. Представляет из себя шестистолпный храм, завершенный высоким световым купольным барабаном-ротондой, выстроенного в стиле позднего классицизма. Внутри церкви частично сохранялись росписи 1876—1880 годов художника Розанова, обновленные в 1905 году придворным живописцем Гурьяновым.

### Колокольня
Колокольня построена в 1851—1853 годах по проекту архитектора М. И. Бове на средства бронницкого купца 1-й гильдии Кононова. Трехъярусное, с полуярусом «часового боя» сооружение богато декорировано в традициях ранней эклектики, органически сочетая элементы классицизма, московского барокко и зодчества середины XVII века. Колокольня является высотной доминантой соборного комплекса и всей городской застройки Бронниц.